# Pohlib (Planik)
Pohlib je nenaseljeni otočić u Pohlipskom kanalu, između otoka Mauna i Planika.
Njegova površina iznosi 0,025 km². Dužina obalne crte iznosi 0,6 km.